# Srinagar (Uttarakhand)
Srinagar (o Srinagar Garhwal) è una suddivisione dell'India, classificata come municipal board, di 19.861 abitanti, situata nel distretto di Pauri Garhwal, nello stato federato dell'Uttarakhand. In base al numero di abitanti la città rientra nella classe IV (da 10.000 a 19.999 persone).

## Geografia fisica
La città è situata a 30° 13' 0 N e 78° 46' 60 E e ha un'altitudine di 972 m s.l.m..

## Società

### Evoluzione demografica
Al censimento del 2001 la popolazione di Srinagar assommava a 19.861 persone, delle quali 11.320 maschi e 8.541 femmine. I bambini di età inferiore o uguale ai sei anni assommavano a 1.735, dei quali 910 maschi e 825 femmine. Infine, coloro che erano in grado di saper almeno leggere e scrivere erano 16.502, dei quali 9.738 maschi e 6.764 femmine.